# کونونورا، استرالیای غربی
کونونورا (به انگلیسی: Kununurra) یک شهرک در استرالیا است که در استرالیای غربی واقع شده‌است.